# Édouard Glotin (dirigeant sportif)
Pour les articles homonymes, voir Glotin.
Pour les autres membres de la famille, voir Famille Glotin.
Ne doit pas être confondu avec Édouard Glotin (Jésuite).
Édouard Glotin, né le 31 août 1858 à Bordeaux (Gironde) et mort le 2 mai 1933 à Bordeaux également, est une personnalité bordelaise, dirigeant de la maison Marie Brizard et attachée au développement des patronages locaux.

## Biographie

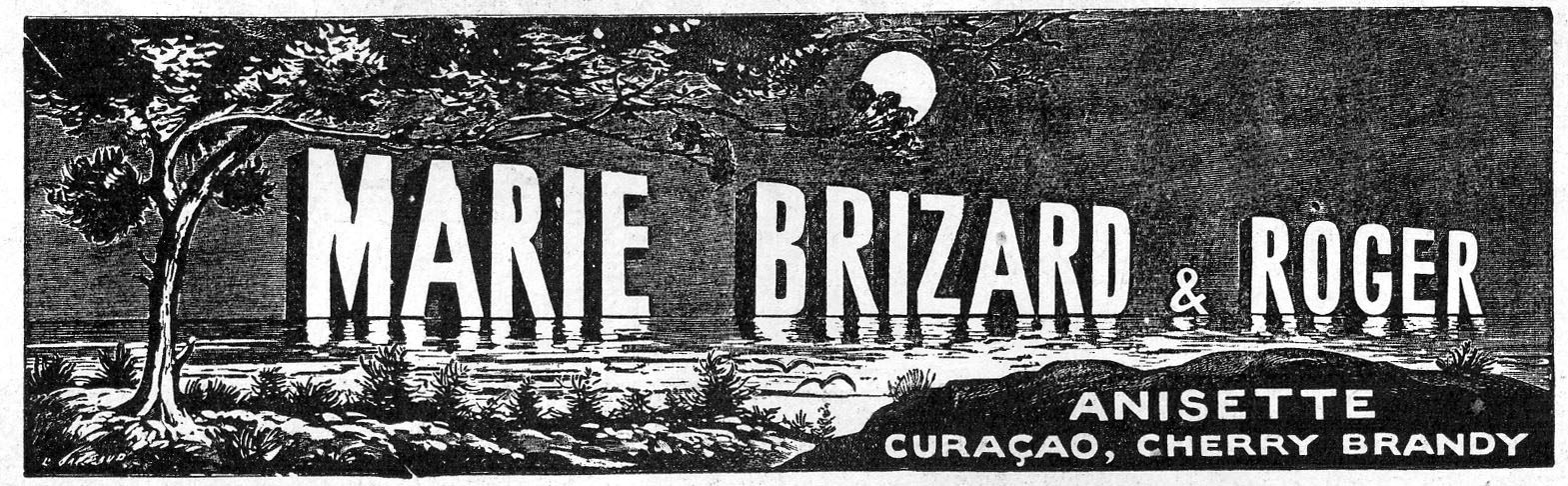
L'entreprise Marie Brizard.

Édouard Glotin, né le 31 août 1858 à Bordeaux, est le fils du lieutenant de vaisseau Pierre-Joseph Glotin et de Suzanne Legrand, héritière par sa mère, Laure Roger, de la maison Marie Brizard.

### Activités professionnelles
En 1882, il est appelé à la direction de cette importante entreprise à l’âge de vingt-quatre ans, tâche qu'il assume, jusqu'à sa mort, avec son frère Paul, héros de la guerre 1914-1918, conseiller général et député de la Gironde sous l'étiquette de l'Entente républicaine démocratique en 1919.
Président de la 2e section du tribunal  de commerce et membre de la chambre de commerce de Bordeaux, président du syndicat national des vins, cidres, spiritueux et liqueurs de France et vice-président du syndicat des vins et spiritueux de la Gironde, Édouard Glotin est membre du jury des expositions universelles d’Anvers, Amsterdam, Lyon, Bordeaux, Paris et Chicago en 1893 dont il est commissaire-rapporteur.

### Engagements civiques
En janvier 1903, il crée le Comité catholique de la Gironde qui devient en 1907 l'Union régionale des patronages du Sud-ouest (URPSO) dont il assume la présidence jusqu'en 1924. Pendant la Première Guerre mondiale il initie et gère l’hôpital auxiliaire de la rue Calvé. Il meurt à Bordeaux le 2 mai 1933 léguant à l'archevêque de Bordeaux la maison qu'il a fait construire rue Croix-de-Seguey pour devenir le siège de l'archevêché.

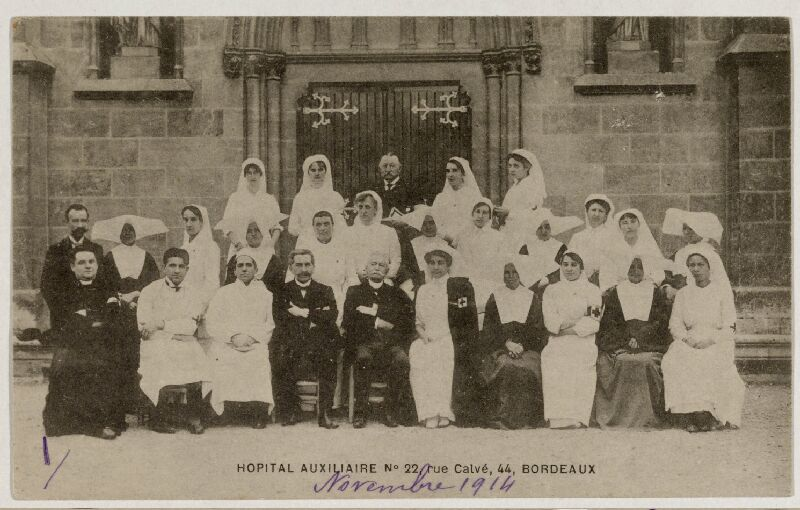
Hôpital auxiliaire de Bordeaux (novembre 1914).
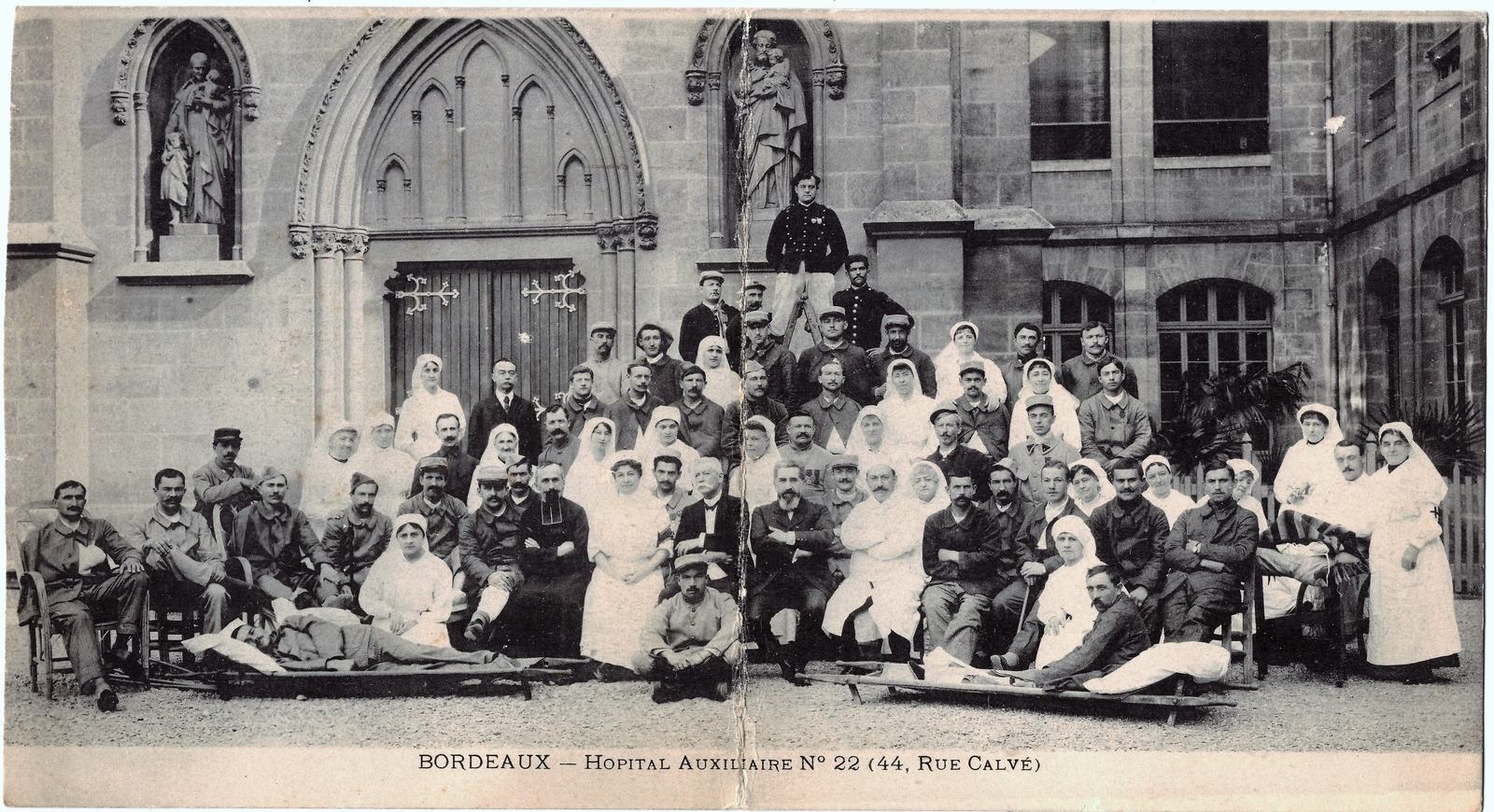
Hôpital auxiliaire de Bordeaux.

## Les patronages bordelais

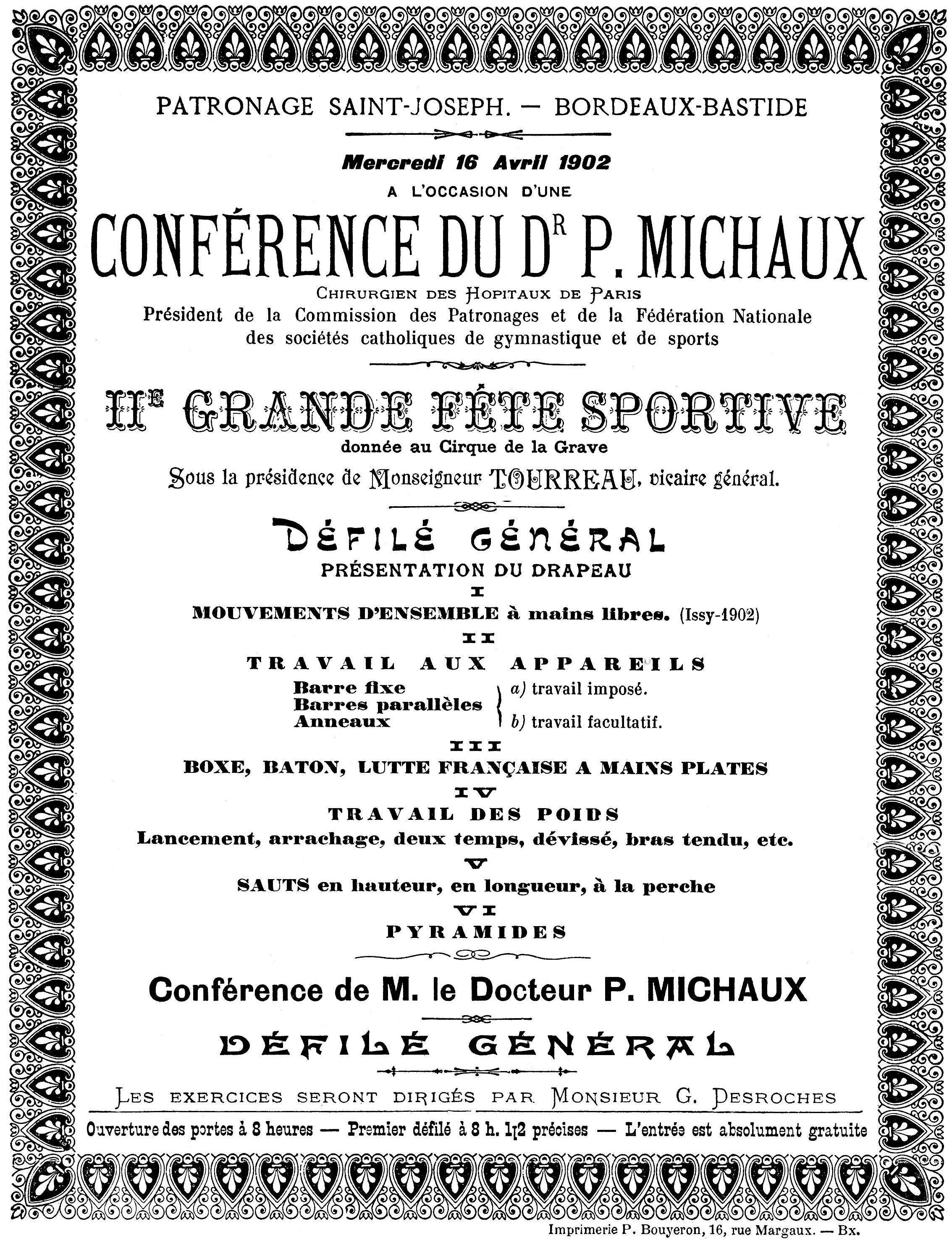
Affiche annonçant la conférence du Dr Paul Michaux à Bordeaux en 1902.

En 1901, une première rencontre sportive regroupe les patronages du Bordelais. Ceux-ci invitent le Dr Paul Michaux, président de la commission des patronages et de la Fédération des sociétés catholiques de gymnastique (FSCG), à donner une conférence à Bordeaux, lors d’une seconde fête sportive, le 16 avril 1902. Le Comité catholique de la Gironde créé par Édouard Glotin organise un cross-country à Sainte-Marie de la Bastide le 18 février 1903 — dont c'est la première manifestation — pour 112 participants.
L’organisation, déclarée en préfecture le 2 février 1907 sous le nom d'Union régionale des patronages du Sud-ouest, tient le 4 novembre de la même année sa première assemblée en présence de dix-huit associations qui choisissent Édouard Glotin comme président et adoptent les règlements de la Fédération gymnastique et sportive des patronages de France (FGSPF) pour toutes leurs rencontres.
Sous sa présidence, l'URPSO connaît immédiatement un remarquable développement et les affiliations se multiplient : 32 au cours de la seule année 1908, 32 autres en date de juillet 1910 et autant jusqu’à la déclaration de la Première Guerre mondiale où l'on enregistre 144 patronages affiliés pour l'ensemble des quatre départements d'Aquitaine. Durant cette guerre l’URPSO maintient une activité importante. Après la guerre apparaissent le hockey sur gazon, la pelote basque et le tennis. En 1924, Édouard Glotin atteint d'une « trop longue maladie qui l'empêche de déployer toute son activité » demande à être remplacé, se proposant pour une vice présidence. Après une longue discussion, le baron de Pelleport-Burète est élu nouveau président de l’URPSO.

## Distinctions
Édouard Glotin est : 
- chevalier de la Légion d’honneur (1930) ;
- chevalier de l’Ordre de Saint-Grégoire-le-Grand.